# Miroslaw Marusyn

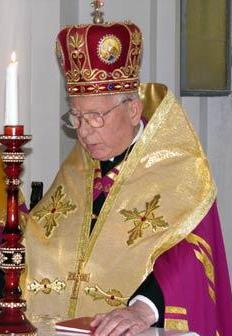
Erzbischof Miroslaw Marusyn

Miroslaw Stefan Marusyn (ukrainisch Мирослав Марусин; * 26. Juni 1924 in Knjasche, Woiwodschaft Tarnopol, Polen, heute in der Oblast Lwiw, Ukraine; † 21. September 2009 in Rom) war ein Kurienerzbischof der römisch-katholischen Kirche.

## Leben
Während des Zweiten Weltkrieges studierte er im Priesterseminar in Paderborn. Am 2. Mai 1948 empfing Marusyn die Priesterweihe. Von 1949 bis 1951 absolvierte er ein Doktoratsstudium am Päpstlichen Orientalischen Institut in Rom.
Papst Paul VI. ernannte ihn 1974 zum Titularbischof von Cadi und bestellte ihn zum Apostolischen Visitator für die Ukrainer in Westeuropa und der Kurie. Die Bischofsweihe spendete ihm am 28. Juli 1974 in der Kapelle des Päpstlichen Ukrainischen Kollegs in Rom Kurienerzbischof Ivan Bucko; Mitkonsekratoren waren Bischof Platon Kornyljak, Apostolischer Exarch für katholische Ukrainer des byzantinischen Ritus in Deutschland und Skandinavien, Bischof Volodymyr Malanczuk CSsR, Altexarch für die ukrainischen Gläubigen in Frankreich, Bischof Augustine Hornyak OSBM, Exarch für die gläubigen Ukrainer des byzantinischen Ritus in England, Joakim Segedi, Weihbischof im Bistum Križevci, und Bischof Vasile Cristea AA, Apostolischer Visitator der Rumänen des byzantinischen Ritus in Europa.
Paul VI. setzte ihn 1977 in Nachfolge von Clément Ignace Mansourati von der Syrischen Kirche als Vizepräsident der Kommission zur Kodifikation des Ostkirchenrechts (Pontificia Commissio Codici Iuris Canonici Orientalis Recognoscendo) ein; 1987 folgte ihm Émile Eid von der Maronitischen Kirche.
1982 wurde er von Papst Johannes Paul II. mit der Ernennung zum Titularerzbischof zum Sekretär der Kongregation für die orientalischen Kirchen berufen; er folgte Erzbischof Mario Brini. Miroslav Marusyn war der erste Angehörige der Ukrainischen Kirche, der ein solches hohes Amt in der Kurie innehatte. 1999 war er Teilnehmer bei der Jahrestagung der Päpstlichen Stiftung Centesimus Annus Pro Pontifice. 2001 wurde seinem altersbedingten Rücktrittsgesuch stattgegeben.
Er schrieb viele liturgische und theologische Aufsätze mit wissenschaftlichen, historischen, liturgischen und biblischen Inhalten. 1984 wurde Miroslav Marusyn mit der Ehrendoktorwürde der Universität Wien ausgezeichnet.